# Milan Tichák
Milan Tichák (20. srpna 1933 Paskov – 23. září 2020 Olomouc) byl český historik a spisovatel. Mezi stěžejní témata jeho prací náleží historie olomouckého regionu, především města samotného.

## Biografie
Narodil se v Paskově, ale od raného dětství žil ve Velkém Týnci, odkud pocházel jeho otec. Od roku 1946 se s rodiči natrvalo usadil v Olomouci. Zde studoval a odmaturoval na Slovanském gymnáziu. Poté pokračoval ve studiích na leteckém učilišti v Prostějově. Po absolvování povinné vojenské služby, zprvu jako pilot, si Tichák podal přihlášku na Filosofickou fakultu Univerzity Karlovy. Vinou administrativní chyby mu ale nikdy nebyla doručena pozvánka k přijímací zkoušce. Na vysokou školu byl přijat až o několik let později, kdy začal dálkově, při práci v závodu Kosmos (později Sigma Olomouc), studovat na Filosofické fakultě Univerzity Palackého, obor dějepis – český jazyk. V roce 1969 zde získal doktorát v oboru československé dějiny. Jeho závěrečná práce byla přijata velmi pozitivně, dokonce vyšla také tiskem.
Tichák měl nastoupit na jako odborný asistent na Pedagogickou fakultu Univerzity Palackého, ale počínající normalizace mu v tom zabránila. Po vpádu sovětských vojsk v roce 1968 totiž k situaci nemlčel, přičemž k tomu využíval jím a spolupracovníky vydávaný podnikový zpravodaj olomouckého podniku Sigma. Spolu s dalšími napsal na plot podniku 50 metrů dlouhý ruský nápis, který v překladu zněl „Dělnická třída proti okupaci naší vlasti“, k čemuž se během následného vyšetřování i přihlásil. V důsledku toho nemohl v 70. a 80. letech 20. století vykonávat své povolání a pracoval jako technik v oddělení propagace. Jeho syn a dcera nemohli jít studovat, i když synovi Tomášovi Tichákovi se nakonec po roce v učilišti Tesly Litovel podařilo přejít na maturitní obor, což mu později umožnilo i studium na vysoké škole.
Situace se změnila až po sametové revoluci. V průběhu 90. let se Tichák stal redaktorem Hanáckých novin (dnes již zaniklých) a po několik let redigoval také vlastivědný kalendář Rok na Hané. Tichákovy práce také začaly vycházet u nakladatelství Danal a později u nakladatelství Votobia. Dnes jsou Tichákovy knihy vydávány prostřednictvím nakladatelství Burian a Tichák, na jehož činnosti se spolupodílí Tichákův syn Tomáš.
Milan Tichák byl považován za jednoho z nejvíce erudovaných historiků, co se týče místopisu staré Olomouce. Jeho díla většinou spadají do období cca 1850–1950. Do povědomí širšího okruhu čtenářů vstoupil autor knihou Vzpomínky na starou Olomouc (1997), která popisuje osudy města Olomouce přibližně od poloviny 19. století po druhou světovou válku. V témž roce získal Milan Tichák Cenu města Olomouce za dlouholetou práci v oblasti olomoucké vlastivědy. Od té doby publikoval několik dalších úspěšných knih o historii Olomouce a je také jedním z autorů a recenzentů dvoudílných akademických Dějin Olomouce, které v roce 2009 vydala Univerzita Palackého.

## Výběr z bibliografie
- Dějiny závodu Kosmos (Sigma Olomouc), Olomouc 1970
- Sto let ve službě múzám. 1888–1988: Lidová škola umění Žerotín v Olomouci, Olomouc 1988
- Po stopách skautů na Olomoucku. 1919–1994. 75 let olomouckého skautingu, Okresní rada Junáka, Olomouc 1994
- Vzpomínky na starou Olomouc, Votobia, Olomouc 1997, ISBN 80-7198-184-2
- Paměti obce Velkého Týnce, Danal, Olomouc 1998, ISBN 80-85973-46-4
- Paměť olomouckých předměstí, Votobia, Olomouc 2000, ISBN 80-7198-447-7
- Album starých pohlednic – Olomoucko, Nakladatelství 555, Liberec 2001 (spoluautor Vinklát, Pavel D.), ISBN 80-86424-16-2
- V čele města Olomouce: správa města a její představitelé v průběhu staletí, Memoria, Olomouc 2002 (spoluautor Spáčil, V.), ISBN 80-85807-18-1
- Příběhy olomouckých pomníků, Burian a Tichák, Olomouc 2002, ISBN 80-239-0501-5 (v knize neuvedeno)
- Když padly hradby: Olomouc na přelomu dvou staletí, Burian a Tichák, Olomouc 2005, ISBN 80-903687-1-9
- Ztracené adresy: O tom, co v Olomouci bývalo a co už není, Burian a Tichák 2007, ISBN 978-80-903687-6-7
- Flora Olomouc 1958–2008: rozkvetlé půlstoletí, Výstaviště Flora Olomouc 2008, ISBN 978-80-254-1784-3 – k padesátému výročí výstav okrasného zahradnictví v Olomouci
- Lexikon olomouckých ulic, Burian a Tichák, Olomouc 2009, ISBN 978-80-87274-02-6
- Olomouc rodu ženského, Burian a Tichák, Olomouc 2009, ISBN 978-80-87274-03-3
- Olomouc z nadhledu, Burian a Tichák, Olomouc 2011, ISBN 978-80-87274-09-5
- Olomoucké vycházky, Burian a Tichák, Olomouc 2014, ISBN 978-80-87274-24-8
- Příběhy olomouckých pomníků a hřbitovů, Burian a Tichák, Olomouc 2016, ISBN 978-80-87274-35-4
- Století olomouckých skautů, Burian a Tichák, Olomouc 2019, ISBN 978-80-87274-51-4
- Cestou okolo Olomouce. Další vycházky nevšedním městem, Burian a Tichák, Olomouc 2019, ISBN 978-80-87274-53-8
- Ztracené a znovunalezené adresy. O tom, co v Olomouci bývalo a co už není, Burian a Tichák 2020, ISBN 978-80-87274-61-3.